# Arquitetura centrada em banco de dados
Arquitetura centrada em banco de dados ou arquitetura centrada em dados engloba uma série de definições a respeito da arquiteturas de um software, tendo em comum o fato do bancos de dados desempenhar um papel crucial, com a tecnologia sendo elaborada em torno desses dados. 
Um arquitetura com esta característica assume os dados como ativos permanentes e os aplicativos como transitórios. Toda a infraestrutura é desenvolvida com base nos requisitos de dados, ao invés da adequação dos dados à infraestrutura, como o modelo tradicional propõe.
Para que se tenha uma arquitetura centrado em dados isso, é necessário que os dados sejam expressos em formato aberto (não proprietários) e não dependam de um software específico para sua leitura.